# Typopsilopa miyagii
Typopsilopa miyagii är en tvåvingeart som beskrevs av Wirth 1968. Typopsilopa miyagii ingår i släktet Typopsilopa och familjen vattenflugor. Inga underarter finns listade i Catalogue of Life.